# Archivo Histórico Provincial de Segovia
El Archivo Histórico Provincial de Segovia se creó en 1947 de acuerdo con los decretos de creación de este tipo de instituciones marcadas por el Ministerio de Educación y Cultura. Inicialmente tuvo su sede en el edificio de la Cárcel Vieja, en la calle Real, espacio que ocupaba junto a la Biblioteca Pública, organismo que aún pervive en el edificio. Ha estado recibiendo fondos documentales hasta los últimos años del siglo XX, y la falta de espacio hizo que el archivo se fragmentase en distintos locales, debido al crecimiento de la biblioteca, que recibía mayor número de consultas que el archivo. El problema se resolvió cuando el Ministerio de Cultura adquirió en 1988 un edificio más amplio en la plaza de San Quirce; las obras finalizaron en 1996 y el archivo fue trasladado a su actual ubicación.

## Edificio
La sede actual del archivo se encuentra en el número 7 de la calle Capuchinos Alta, junto a la iglesia de San Quirce y ocupa lo que en origen fueron dos viviendas del siglo XVI, convertidas en una única en 1702 por Juan de Ortega Lara y Angulo, caballero de la Orden de Alcántara; el edificio, que se dejó sin terminar por los problemas judiciales del propietario, no fue habitada hasta su regreso, ocurrido en 1721. Su hijo finalizó la obra, siendo el último propietario en habitar la casa, ya que su nieto cedió el uso del inmueble a la Academia de Artillería de Segovia, quien lo usaba como cuartel en 1773.
Uno de sus descendientes vendió el inmueble en el siglo XIX a un oficial del Ejército, y este a la familia Castro en 1905. Tras la guerra civil española el edificio albergó la Caja de reclutamiento, y más tarde sirvió de local de una academia privada. Nuevamente deshabitada la casa, fue sometida en 1982 a expediente de declaración de Bien de Interés Cultural, distinción que no obtuvo, pero consiguió llamar la atención del Ministerio de Cultura, quien adquirió el inmueble para su rehabilitación.
Las obras de adaptación se iniciaron en 1995 y finalizaron un año después. El 16 de abril del mismo año se inauguró la sede del nuevo archivo, quedando reunidos en él todos los fondos de la antigua sede y los dispersos por los distintos locales prestados o arrendados. El inmueble dispone de 2.220 metros cuadrados divididos en cuatro plantas, de los cuales 965 de ellos albergan los depósitos documentales mediante casi 10 000 metros lineales de estanterías.

## Fondos documentales
Sus fondos documentales abarcan una cronología temporal desde el año 1430 hasta el 2001. 
Están organizados en tres secciones diferentes: archivos públicos, que contiene seis secciones distintas; archivos privados, compuesto por dos archivos familiares, y colecciones.
Archivos públicos
- Judiciales, compuesto por documentación perteneciente a la Audiencia Provincial, juzgado de lo penal, fiscalía y juzgados. Dentro de los juzgados se localiza la documentación generada por los cuatro juzgados de primera instancia de la capital, y los de Cuéllar, Santa María la Real de Nieva, Sepúlveda y Riaza. Además, contiene también la de los juzgados comarcales y de distrito (Cuéllar, Riaza, Santa María la Real de Nieva y Nava de la Asunción), así como la de los municipales de la provincia: Segovia, El Espinar, Riaza, Aldeanueva del Monte, Aldehuela del Codonal, Aragoneses, Balisa, Becerril, Cuéllar, Fuentesaúco, Hoyuelos, Juarros de Voltoya, Laguna Rodrigo, Madriguera, Miguel Ibáñez, El Muyo, El Negredo, Ochando, Paradinas, Pinilla Ambroz, Santa María la Real de Nieva, Serracín, Tabladillo, Villacorta y Villoslada. Por último, alberga la documentación del juzgado de lo Social de Segovia, del tribunal tutelar de menores, del juzgado instructor provincial de responsabilidades políticas y del juzgado de lo Contencioso de Segovia. La documentación comprende los años 1506-2001.
- Fe Pública contiene los protocolos notariales de Segovia, Cuéllar, Sepúlveda, Santa María de Nieva y Riaza, igual que los registrales a excepción de Cuéllar, y abarcan desde 1503 hasta 1900.
- Administración Central Periférica, cuya documentación está dividida en las secciones de Agricultura y Medio ambiente, Comercio, Cultura, Estadística y cartografía, Hacienda, Interior, Sanidad y Asistencia social y Trabajo.
- Administración Autonómica, compuesto por las secciones de Presidencia, Agricultura y Ganadería, Cultura, Medio Ambiente, Economía y Hacienda, y Trabajo.
- Instituciones del Movimiento Nacional, que alberga documentación referente a la desaparecida Sección Femenina.
- Administración Corporativa, que comprende los colegios profesionales y la delegación provincial.

Archivos privados
- Familia Arias Dávila, pequeña colección que adquirió el archivo en 1985, y está compuesta por documentación referente a esta familia nobiliaria segoviana fundada por el judío converso Diego Arias Dávila, de quien fue nieto Pedro Arias Dávila, conquistador español.
- Condado de Velarde, archivo familiar donado por sus descendientes en 1984. Se trata la sección que contiene la documentación más antigua de todo el archivo.
- Marquesado de Lozoya, también donado por la familia, en el que encuentra documentación del periodo 1450-1950.

Además, dentro de este grupo se encuentra el archivo de la Comunidad de Regantes de Aldealengua de Pedraza, el archivo del Colegio de Arquitectos de la ciudad y un pleito y su ejecutoria referente a Navares de las Cuevas.
Colecciones
Además, guarda diferentes colecciones de documentos textuales, figurativos y audiovisuales.

## Servicios
El archivo dispone de una biblioteca auxiliar especializada en archivística, ciencias auxiliares de la historia, historia de las instituciones y de la administración, historia de Segovia e historia de Castilla y León.
Además, cuenta con una colección de monografías y folletos de un número superior a 5.000; realiza publicaciones periódicamente para su comercialización y consulta, tiene servicio de reprografía y cuenta con lector – reproductor de microformas. También admite visitas de colectivos y particulares, mediante cita previa.